# Drosera magnifica
Drosera magnifica är en växtart i släktet sileshår och familjen sileshårsväxter. Den beskrevs 2015 av Paulo Minatel Gonella och Fernando Rivadavia.
Artens enda kända utbredningsområde är ett berg i den brasilianska delstaten Minas Gerais och dess bevarandestatus bedöms som akut hotad. Det är kontinentens största kända sileshårsart och bland de tre största i världen.
Arten kom till vetenskapens kännedom efter att Paulo Minatel Gonella råkat se amatörforskaren Fernando Rivadavias fotografier av växten på Facebook.